# Іж-2126
ІЖ-2126 — російський легковий автомобіль малого класу, що випускався «ІжАвто» у період з 1991 по 2005. 

## Історія

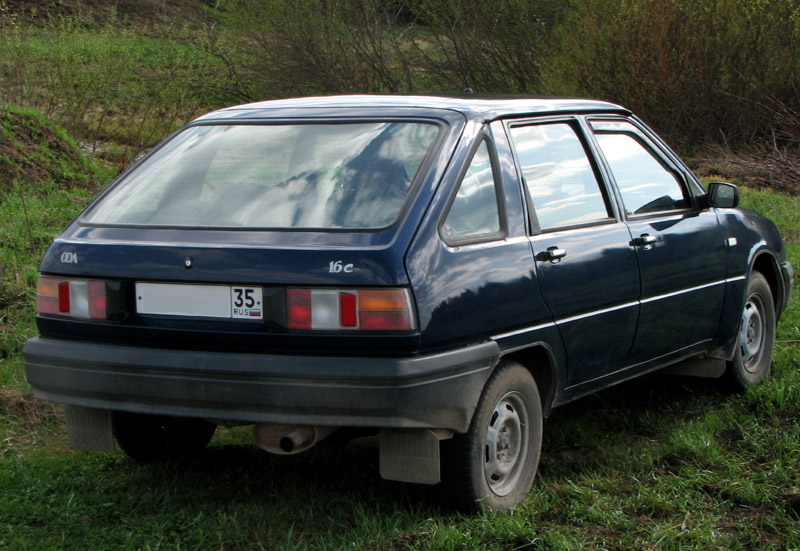
ІЖ-2126

На початку — в середині 70-х років в Іжевську в ініціативному порядку велися експериментальні розробки передньопривідних конструкцій — зокрема, можна назвати такі прототипи, як Іж-13 «Старт». Однак, у той час ця лінія продовження не отримала через нестачу фінансування і відсутність уваги з боку керівництва галузі. 
До середини-кінця десятиліття на ВАЗ-і й АЗЛК вже розробляли свої варіанти автомобілів з приводом на передні колеса, який завойовував у ті роки велику популярність у всьому світі. 
Тим не менше, провівши ретельний порівняльний аналіз різних компонувальних схем, іжевські конструктори прийшли до висновку, що за умови застосування на задньопривідному автомобілі сучасних на той момент конструктивних рішень, таких як підвіска типу «Макферсон», заміна сталевих і чавунних вузлів на деталі з легких сплавів і пластмас, використання поліпшуючих аеродинаміку елементів, і так далі, передньопривідна схема не має вирішальної переваги перед задньопривідною з точки зору маси, компактності та паливної економічності автомобіля. Виграш же в масі на 6-10% при переході від задньопривідної схеми до пердньопривідної з поперечним силовим агрегатом, що відзначався в літературі тих років, відноситься лише до випадку порівняння тодішніх сучасних моделей зі спроектованими за 10-15 років до цього (наприклад, ВАЗ-2108 з ВАЗ-2106), і відноситься не стільки до компонувальної схеми, скільки до всього комплексу застосованих у нових моделях конструктивних рішень. 
За приблизними розрахунками, застосування передньопривідної схеми при використанні наявного силового агрегату призвело б до зниження маси автомобіля не більше ніж на 15-20 кг у порівнянні з задньопривідним варіантом, що відповідає зниженню витрати палива лише на 0,27 … 0,44% в залежності від режиму руху. 
При цьому задньопривідна схема має вагомі переваги з точки зору трудомісткості обслуговування і доступу до агрегатів, дозволила б використовувати наявні у виробництві добре відпрацьовані деталі. До того ж, в гаммі вироблених Іжевським заводом автомобілів велике місце займали вантажні модифікації, а для них використання задньопривідною схеми призводить до підвищення експлуатаційних показників і тому вельми бажано. 
Тому завод почав роботу над компромісним варіантом — моделлю з сучасним кузовом типу «хетчбек», але заднім приводом і ґрунтовно модернізованою механікою на базі агрегатів існуючих моделей, що дозволяло також зберегти структуру взаємозв'язків із суміжниками. 
При цьому за споживчими якостями нову модель планувалося наблизити наскільки можливо до передньопривідним аналогам. 
Перша серія прототипів Іж-2126 () з'явилася в 1979 році. 
Машина була створена молодими конструкторами і при компактних зовнішніх габаритах мала місткий для свого часу і класу салон — за даними виробника, відстань від педалі акселератора до спинки заднього сидіння біля ІЖ-2126 така ж, як у «Волги». Зовнішня форма кузова була цілком сучасної для тих років. При проектуванні автомобіля широко використовувалися сучасні методи, наприклад, розрахунок кузова на міцність проводився на комп'ютері методом «кінцевих елементів», аеродинаміка автомобіля доводилася продувки моделей в інституті механіки МДУ і натурних примірників у Франції на обладнанні фірми «Рено». 
Щоб збільшити простір у салоні при збереженні малої загальної довжини автомобіля, двигун і редуктор заднього моста були зміщені вправо — це дозволило рознести педальний вузол і силовий агрегат, що зменшило довжину моторного відсіку і поліпшило ергономіку. Для зниження аеродинамічного опору лобове скло сильно нахилили, бічні виконали гнутими. 
Коробка передач від «Іж-Москвич-412» була модернізована — отримала п'яту передачу і важіль безпосередньо на картері, без колишнього хворим місцем «412-го» кулісного приводу; замість черв'ячного рульового управління машина отримала сучасніше рейкове, гальмівна система — двоконтурна, з діагональним розділенням контурів. 
Передня підвіска використовувалася спочатку важільно-пружинна, аналогічна за конструкцією до моделі «412», а задня — оригінальної конструкції, також важільно-пружинна, на А-образних важелях (на її конструкцію було отримано авторське свідоцтво, але надалі від неї відмовилися на користь схематичної копії «Жигулів»). 
Пізніше були розроблені два варіанти передньої підвіски за схемою «Макферсон»: з трикутними нижніми важелями і з прямими важелями зі штангою стабілізатора стійкості як додатковим важелем — розтяжкою; в серії використовувалася друга схема. 
Крім того, згодом існувало чотири експериментальних варіанти залежної задньої підвіски з різною геометрією: на штампованих поздовжніх важелях (за типом «Опеля»); з поздовжніми важелями і реактивними штангами — з тягою Панара (як на вазівській «класиці») або механізмом Уатта; багатоважільна з подовжніми і поперечними важелями. У серію пішла близька за конструкцією до перевіреної підвіски «класичних» ВАЗ-ів. 
Автомобіль мав круглі передні фари в чорних «окулярах» з поворотниками по кутах передка, що нагадують пізніші серійні «Іж Комбі» та Іж-412 після модернізації 1981 року. 
Через виявлені недоліки в ході державних випробувань завод продовжив подальшу розробку моделі. 
У 1980 році з'явилася допрацьована модель — . Цей проект суттєво відрізнявся від першого. Зовні змінився передок — тепер спереду були здвоєні круглі фари, а поворотники розташувалися в бампері. 
У прототипі О2 була кардинально перероблена поверхню кузова, основні елементи якої дожили до серійного виробництва. 
Прототипи серії О3 були направлені на фірму «Renault» (Франція), де, спільно з фахівцями Іжевським, проводилася доведення кузова, бамперів, світлотехніки та інтер'єру. Технічні рішення, отримані в результаті даної роботи, були реалізовані в серії прототипів ПРО5 і, в підсумку, пішли в серійне виробництво. 
У 1984 році  з блок-фарами пройшов державні випробування і був рекомендований до серійного виробництва . 
Були проведені традиційні спільні випробування з іноземними аналогами того ж класу, серед яких можна відзначити німецький п'ятидверний хетчбек Ford Sierra 
На прототипах серії ПРО5, через відсутність коштів на освоєння у виробництві оригінального рульового колеса і фар, аналогічних використаними на прототипах фарам фірми «Hella», були встановлені погано вписуються в дизайн великі кутасті фари від ВАЗ-2108 з оригінальними поворотниками, а також рульове колесо від тієї ж моделі, який згодом, у ході серійного виробництва, було замінено на рульове колесо ВАЗ-2110. Взагалі, в автомобілі досить широко використовувалися вузли від інших автомобілів, що випускаються в той час: передні дискові гальма, вентилятор і радіатор опалювача, салонне дзеркало заднього виду, муфта карданної передачі від ВАЗ-2106, комбінація приладів від АЗЛК-2141, задні гальмові колодки від М-412. 
Підготовка виробництва через млявого фінансування йшла повільно, проте, було виконано великий обсяг робіт з виготовлення кузовних штампів у Японії фірмою Fuji, великих прес-форм в Португалії, проведена установка автоматизованої штампувальний лінії Komatsu, зварювальних ліній KUKA і ливарних машин Demag, побудовані нові цехи з випуску задніх мостів і зварювальний кузовний цех, перебудовано виробництво у суміжників під випуск рейкової керма і підвіски «McPherson». 
Тим часом, запуск автомобіля в серійне виробництво в умовах загальної кризи промисловості країни був досить не гладко. Серійний випуск автомобіля вдалося почати лише в 1992 році, а підготовка масового виробництва закінчилася тільки з запуском роботизованого зварювального цеху. 
На початок 1995 року було випущено всього близько 5 000 автомобілів у «обхідний технології», які навіть на думку самих заводчан «не відрізнялися стабільною якістю» .

## Оцінка проекту
У порівнянні зі своїм попередником — ІЖ-2125 «Комбі» — модель ІЖ-2126 була величезним кроком вперед, щодо нього були істотно поліпшені всі споживчі і технічні якості автомобіля. 
Однак через затримку з постановкою у виробництво і невисокої якості збирання вона виявилася не дуже затребувана навіть на внутрішньому ринку (основним козирем автомобіля була невисока ціна, головними конкурентами — ґрунтовно застаріла «класика» Волзького заводу і українська «Таврія» на клас нижче). 
У світлі посилення російських екологічних норм і введення стандарту Євро-2 для продажу нових автомобілів на території РФ восени 2005 року, дообладнання що встановлюються на ІЖ-2126 двигунів необхідними для проходження сертифікації за новими правилами системою впорскування палива й каталітичним нейтралізатором було визнано економічно невиправданим, оскільки, на думку керівництва заводу-виробника, викликало б значне підвищення собівартості автомобіля, критичний для потенційних покупців, а отже — різке падіння попиту на нього. 
Як результат, модель була знята з виробництва в 2005 році. У той же час, родинні що встановлювалися на ІЖ мотора ВАЗ-2106 двигуни «класичного» сімейства ВАЗ-2104-05-07 все ж таки були обладнані розподіленим уприскуванням палива і каталізатором, в результаті «класика» знаходиться на конвеєрі, в тому числі і на заводі в Іжевську, досі. 

## Іж-2126 «Ода»
Спочатку автомобіль називався «Орбіта», але пізніше був перейменований, оскільки товарний знак «Орбіта» вже був зареєстрований за кордоном. 
Приладовий щиток запозичений у 41-го москвича, а фари і кермо — у «вісімки» (пізніше ставилося кермо від «десятки») — уніфікація за запчастинами з іншими вітчизняними автомобілями спрощувала експлуатацію, але надавав «Іжу» вигляд своєрідної «збірної солянки», що не йшло на користь іміджу. Крім того, великі кутасті фари ВАЗ-2108 посередньо вписувалися в споконвічно розрахований на низькі округлі блок-фари передок «Іжа». 
Привід зчеплення гідравлічний. Передня підвіска — стійки типу «Макферсон», задня — майже аналогічна «Жигулям». 
Великосерійно «Ода» випускалася з двома типами двигунів — ВАЗ-2106 1.6л і УЗІ-3317 1.7л. 
Випускалися також дрібносерійне або дослідні передньо- і повнопривідні версії автомобіля з різними двигунами (ВАЗ 21084, 2106, 21213, 2130, 21214 і Hyundai Beta 1.8D, УМПО-248i). Серійну модифікацію автомобілів виробляла Іжевська компанія «Норма-Авто». 
У 2003 році автомобіль отримав оригінальну панель приладів з комбінацією приладів від ВАЗ 2110. 
У 2004 році комбінація приладів була модернізована і отримала два рідкокристалічні дисплеї. Також була оновлена оббивка салону — вона стала двоколірною: сірий низ, чорний верх. Готувався зовнішній рестайлінг [Архівовано 18 травня 2015 у Wayback Machine.], який за наявною інформацією повинен був принести в вигляд автомобіля нові бампери під колір кузова, молдинги на боковині, а також запозичені у ВАЗ-ів «тринадцятого» сімейства вузькі фари. 
Влітку 2005 року всі сімейство ІЖ-2126 було знято з виробництва, що викликало невдоволення багатьох власників автомобілів ІЖ. 

### Безпека
При розробці ІЖ-2126 «Ода» пройшов повний цикл випробувань, які діяли на момент його постановки на виробництво, але до появи нових стандартів на зміщений (R94) і бічний (R95) удари виявився не готовий. У результаті проведеного «Авторевю» краш-тесту (фронтальний удар за стандартами Euro NCAP) автомобіль отримав 2 бали з 16. Конструктори заводу провели велику роботу зі зміни конструкції та посилення кузова, в тому числі, використовуючи результати випробувань «Авторевю», і добилися позитивного результату (випробування проводилися на АвтоВАЗі), але в серію ці зміни не пішли, зважаючи на зняття автомобіля з виробництва.

## Модифікації

### Іж-2126 4х4

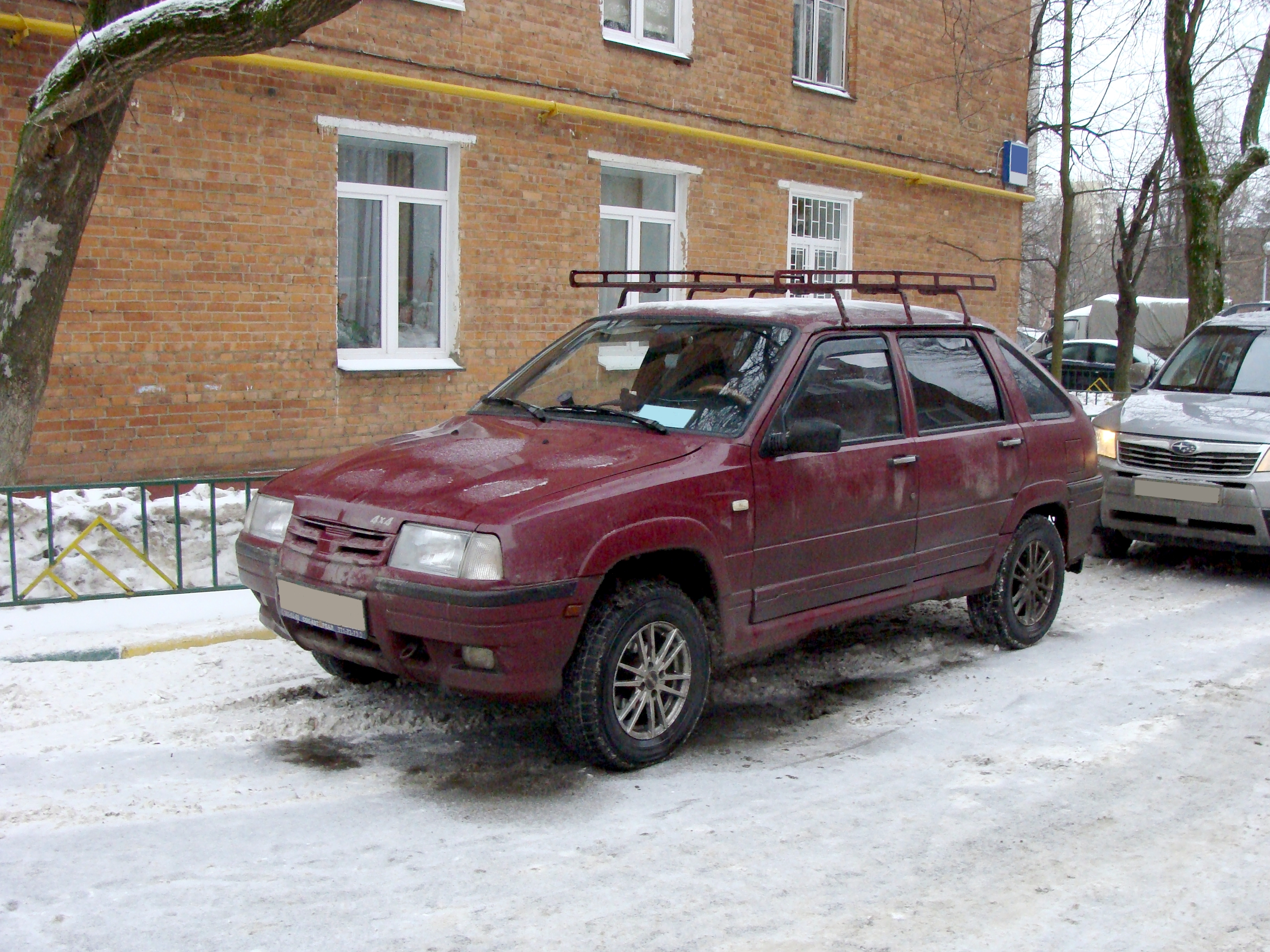
ІЖ-2126 4x4

ІЖ-2126 4х4, або ІЖ-2126-060 являє собою російський автомобіль підвищеної прохідності, що випускався на «ІжАвто» в період з 1995 по 2005 рік з використанням агрегатів ВАЗ-2121. Це повнопривідна модифікація Іж-2126.

### Іж-21261 «Фабула»

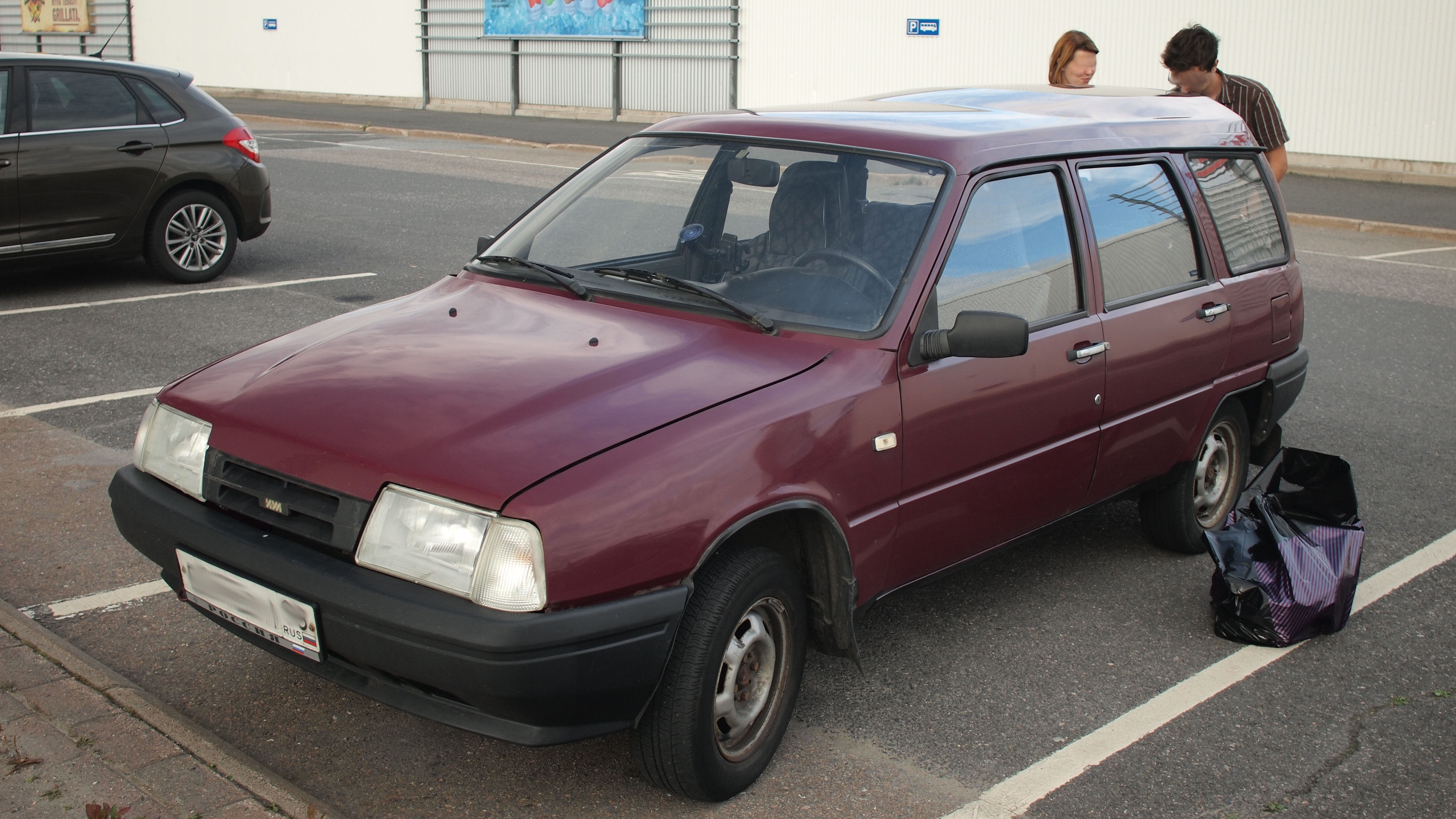
ІЖ-21261

ІЖ 21261 «Фабула» являє собою російський п'ятимісний задньопривідний легковий автомобіль модельного ряду Іж-2126 з кузовом типу універсал. Перші прототипи універсала з'явилися в 1995 році, але на вулицях Іжевська перші універсали 21261 з'явилися ще в 1991—1992 роках. 
Автомобіль випускався з 2004 по 2006 рік і позиціонувався як невибагливий і місткий для поїздок на дачу і подорожі.